# Фоліант

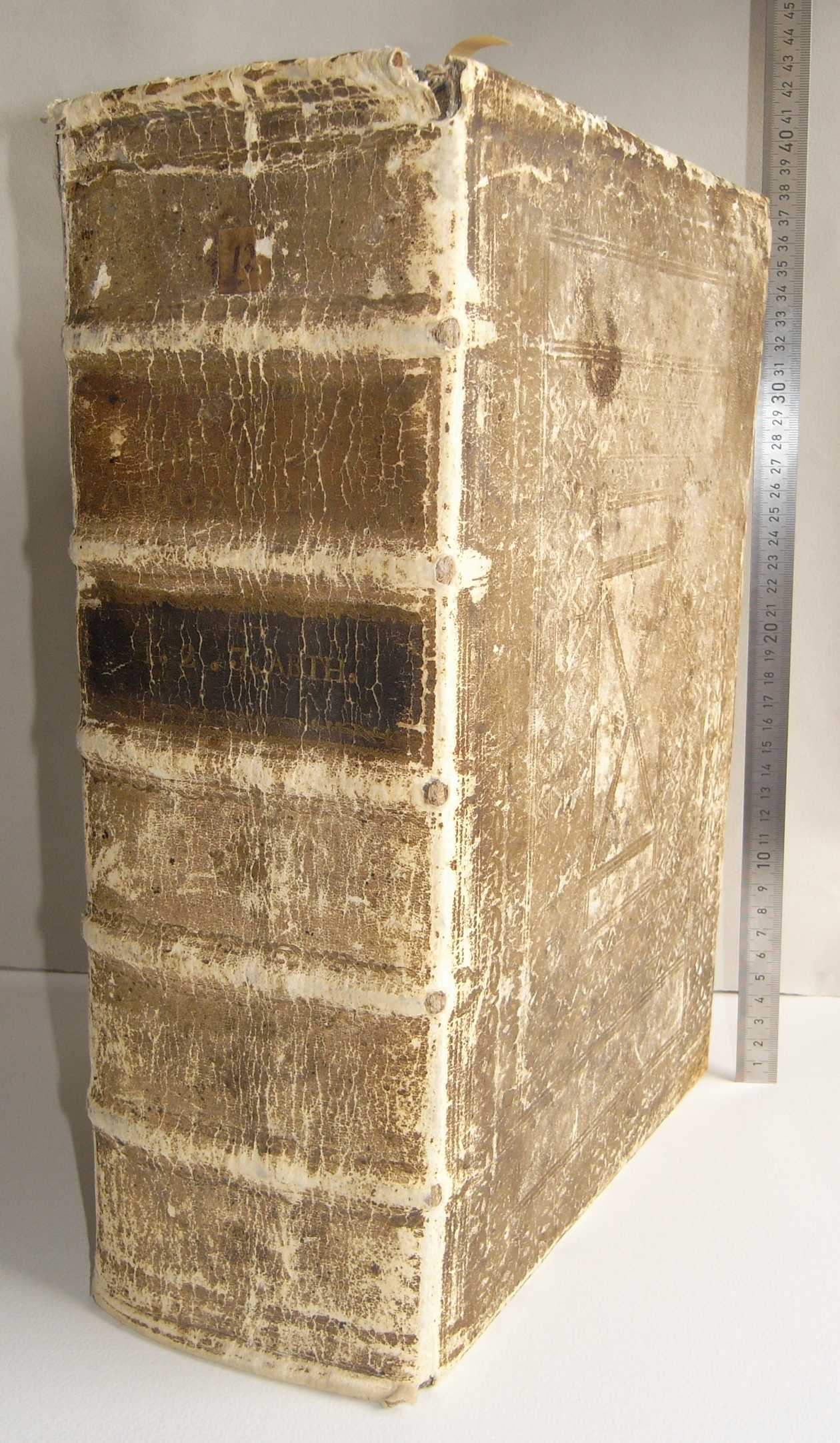
Фоліант, шкіряна палітурка з тисненням

Фоліант (від лат. folium — аркуш) — книга формату фоліо. 
Розмовно фоліантом називають будь-яку велику товсту книгу. Формат фоліо дорівнює зігнутому навпіл традиційному пергаментному аркушеві, що приблизно відповідає сучасному формату А3 (бл. 29 х 40 см), позначається (2o).

## Походження
Друк виконується на повному аркуші паперу, по дві сторінки з кожного боку. Після згинання навпіл (2o) для подальшого зшивання утворюється 2 аркуші книги. Висота книги відповідає ширині вихідного аркуша паперу.
Фактичний розмір книги залежав від використовуваного паперу (розмір повного аркуша паперу завширшки визначав висоту книги in folio), залежно від епохи та виробника ця величина коливалася від 15 до величних 50 дюймів (Double Elephant Folio); наразі найпоширенішим є розмір 15" (книга ~38 см заввишки).
Поділ книжок за форматом походить з часів Середньовіччя й мав цілком практичну мету — зберігання книжок за форматом економить місце в бібліотеці. У часи Просвітництва поширилася інша система впорядкування бібліотек — за тематичним принципом. Її започаткували німецькі антиквари Йоганн Вінкельман та Йоган Міхаель Франке.

## Приклади фоліантів
- Біблія Гутенберга
- Перше фоліо
- Острозька біблія

## У літературі
- Попід стінами стояли шафи, заставлені здоровими старими книгами та фоліантами (Н.-Лев., VII, 1966, 12);
- Ох, арабські фоліанти! Вже несила вас читати (Крим., Вибр., 1965, 37);
- Навколо стола на підлозі порозкидані важкі старовинні фоліанти в шкіряних оправах (Гончар, III, 1959,290);
- В панських маєтках Тарас бачив величезні бібліотеки, де на корінцях різних фоліантів можна було прочитати французькі, німецькі, англійські назви (Ів., Тарас. шляхи, 1954, 34).

## Інші формати
Менші за форматом книжки називають «кварт» (лат. quart — чверть), вони відповідають пергаментному аркушеві, зігнутому вчетверо, й позначаються (4o). Ще менші за форматом книжки називаються «октав» (лат. oktav — восьма частина), вони відповідають пергаментному аркушеві, зігнутому увосьмеро, й позначаються (8o). Зовсім маленькі видання раніше називалися «дуодец» (лат. duodez — дванадцята частина) (12o).